# 扎德尼斯特良斯凱

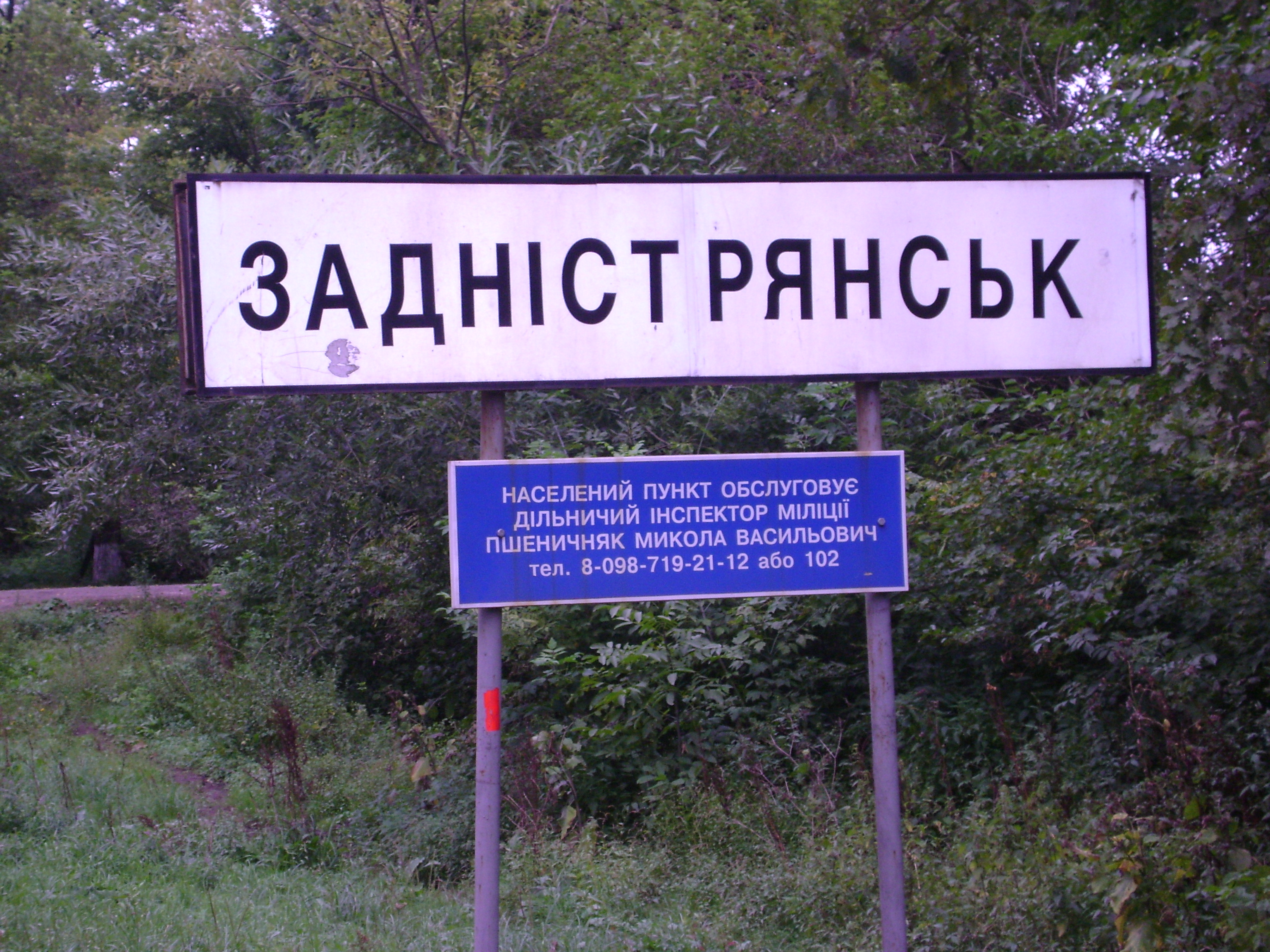

49°11′11″N 24°41′16″E / 49.18639°N 24.68778°E
扎德尼斯特良斯凱（羅馬化：Zadnistrianske）是烏克蘭西部伊萬諾-弗蘭科夫斯克州伊萬諾-弗蘭科夫斯克區布爾什滕市鎮的村莊。該村始建於1955年，面積3.9平方公里，2001年人口1,325，人口密度每平方公里339.7人。